# Нестерова Ніна Іванівна
Ніна Іванівна Нестерова (нар. 17 квітня 1952) — українська радянська діячка, новатор сільськогосподарського виробництва, телятниця колгоспу «Серп і Молот» Тельмановського району Донецької області. Депутат Верховної Ради УРСР 10-го скликання.

## Біографія
Освіта середня. Член ВЛКСМ.
У 1969—1973 роках — доярка колгоспу «Серп і Молот» Тельмановського району Донецької області; продавець Тельмановської районної спілки споживчих товариств.
З 1973 року — колгоспниця, з 1976 року — телятниця колгоспу «Серп і Молот» Тельмановського району Донецької області.
Потім — на пенсії в селі Богданівці Тельмановського (тепер — Бойківського) району Донецької області.